# Temple Balls
Temple Balls [templ bɔːlz] (в переводе с англ. — «храмовые шары») — финская хард-рок-группа, образованная в 2009 году. Первый альбом Traded Dreams вышел в 2017 году. Первый сингл альбома «Hell and Feelin‘ Fine» был выпущен в 2016 году. Дебютный диск был записан на студии Karma Sounds Studios в Таиланде.
Первый сингл со второго альбома «Leap of Faith» вышел в октябре 2017 года. За свою карьеру группа гастролировала в нескольких странах.
Второй альбом Temple Balls Untamed вышел в марте 2019 года.
В апреле 2021 года состоялся релиз нового альбома «Pyromide».
А уже в 2022 году группа собирается выпустить четвёртый студийный альбом. На 15 апреля намечен релиз первого сингла с него, "Strike Like A Cobra".

## История
Первый сингл группы, Hell And Feelin’ Fine, увидел свет в сентябре 2016 года. Дебютный альбом Traded Dreams (2017), записанный на студии Karma Sound в Таиланде в мае 2016 и выпущенный 24 февраля 2017, помимо Финляндии был издан в Германии и Японии. Тобиас Линделл, продюсировавший пластинку, известен своим сотрудничеством с Europe, Mustasch и HEAT, среди прочих. Осенью 2017 года группа впервые гастролировала по Финляндии с Battle Beast, а затем продолжила, дав свой первый концерт в Японии и мини-тур по Украине. В программе весны 2018 года был двухнедельный тур по странам Балтии и Восточной Европы.
После первого японского концерта читатели журнала Burrn проголосовали за Temple Balls как «вторая самая яркая надежда», а также группа была признана «Новичком года» на Masa Iton Rock TV.
Первый сингл со второго альбома Kill The Voice был выпущен в ноябре 2018 года и был хорошо принят. Следующий сингл Distorted Emotions со второго альбома под названием «Untamed», вышел 8 февраля 2019 года, а альбом — через месяц 8 марта, и он тут же получил потрясающие отзывы в СМИ.
Воодушевленные релизом Untamed, группа гастролировала по Европе в качестве разогрева у Sonata Arctica и выступала на фестивалях в родной Финляндии и за рубежом. За туром Sonata Arctica последовал ещё один тур по Европе с Shiraz Lane и Block Buster. В июле 2019 года группа приезжает в Россию на фестиваль Big Gun.
После этих туров группа подписала международный контракт с Frontiers Music SRL. Лейбл планирует выпустить третий альбом группы в апреле 2021 года.
4 февраля вышел сингл и видеоклип на композицию «Thunder from the North».
5 марта на ютюб-канале Frontiers records выходит клип на новый сингл «T.O.T.C.», который собирает сто тысяч просмотров в сенсационно короткие для группы сроки.
На 2022 год намечен релиз нового, четвёртого по счёту студийного альбома Temple Balls, который продолжит сотрудничество группы с лейблом Frontiers и шведским продюсером Jona Tee (H.E.A.T., New Horizon). А так же на 15 апреля запланирован перевыпуск третьего альбома Pyromide, на это раз на виниле. Об этом лейбл сообщил на своём официальном сайте.

## Состав

### Текущий состав
- Арде Теронен — вокал
- Иржи Паавонахо — гитара, бэк-вокал
- Нико Вуорела — гитара, бэк-вокал
- Джими Валикангас — бас, бэк-вокал
- Антти Хисса — ударные

### Бывшие участники
- Сантери Сирвио — гитара, бэк-вокал

## Дискография

### Студийные альбомы
- Traded Dreams (2017)
- Untamed (2019)
- Pyromide (2021)

### Синглы
- «Hell and Feelin’ Fine» (2016)
- «Off the Grid» (2016)
- «Whole Lotta Rosie» (2017)
- «Leap of Faith» (2017)
- «Kill the Voice» (2018)
- «Distorted Emotions» (2019)
- «Thunder from the North» (2021)
- «T.O.T.C.» (2021)
- «Strike Like A Cobra» (2022)